# Тагачин
Тагачи́н — село в Україні, у Турійській селищній громаді Ковельського району Волинської області. Населення становить 295 осіб.

## Історія
У 1906 році село Любитівської волості Ковельського повіту Волинської губернії. Відстань від повітового міста 15 верст, від волості 16. Дворів 39, мешканців 256.
12 червня 2020 року, відповідно до розпорядження Кабінету Міністрів України № 708-р «Про визначення адміністративних центрів та затвердження територій територіальних громад Волинської області», увійшло до складу Турійської селищної територіальної громади.
19 липня 2020 року, в результаті адміністративно-територіальної реформи та ліквідації Турійського району, село увійшло до новоутвореного Ковельського району. 

## Населення
Згідно з переписом УРСР 1989 року чисельність наявного населення села становила 319 осіб, з яких 145 чоловіків та 174 жінки.
За переписом населення України 2001 року в селі мешкали 294 особи. 100 % населення вказало своєю рідною мовою українську мову.

## Відомі особистості
В поселенні народився:
- Леопольд Немировський — польський художник, учасник польського визвольного повстання 1830—1831 років, член таємного товариства «Співдружність польського народу» в 1830-х роках.